# Leichtathletik-Europameisterschaften 1954/50 km Gehen der Männer

Blick auf die Stadt Bern im April 1954

Das 50-km-Gehen der Männer bei den Leichtathletik-Europameisterschaften 1954 wurde am 27. August 1954 in den Straßen Berns ausgetragen.
Europameister wurde der sowjetische Geher Wladimir Uchow. Er siegte vor dem Tschechoslowaken Josef Doležal, der tags zuvor das 10.000-m-Bahngehen gewonnen hatte. Bronze ging an den Ungarn Antal Róka.

## Rekorde

### Bestehende Rekorde / Bestleistungen
| Weltbestzeit         | 4:20:30 h | Wladimir Uchow | damals Leningrad (heute St. Petersburg), damals Sowjetunion heute (Russland) | 29. August 1952 |
| Europabestzeit       | 4:20:30 h | Wladimir Uchow | damals Leningrad (heute St. Petersburg), damals Sowjetunion heute (Russland) | 29. August 1952 |
| Meisterschaftsrekord | 4:38:20 h | John Ljunggren | EM Oslo, Norwegen                                                            | 23. August 1946 |

Anmerkung:

Rekorde wurden damals im Marathonlauf und Straßengehen wegen der unterschiedlichen Streckenbeschaffenheiten mit Ausnahme von Meisterschaftsrekorden nicht geführt.

### Rekordverbesserung
Der sowjetische Europameister Wladimir Uchow verbesserte den EM-Rekord um 16:08,8 min auf 4:22:11,2 h. Zur Weltbestzeit fehlten ihm 1:41,2 min.

## Durchführung
Die 21 Teilnehmer traten gemeinsam zum Finale an.

## Finale
27. August 1954, 15:15 Uhr
| Platz | Name               | Nation           | Zeit (h)     |
| ----- | ------------------ | ---------------- | ------------ |
| 1     | Wladimir Uchow     | Sowjetunion      | 4:22:11,2 CR |
| 2     | Josef Doležal      | Tschechoslowakei | 4:25:07,4    |
| 3     | Antal Róka         | Ungarn           | 4:31:32,2    |
| 4     | John Ljunggren     | Schweden         | 4:38:09,6    |
| 5     | János Somogyi      | Ungarn           | 4:41:40,4    |
| 6     | Frank Bailey       | Großbritannien   | 4:46:06,4    |
| 7     | Abdon Pamich       | Italien          | 4:49:06,4    |
| 8     | Ionescu Baboie     | Rumänien         | 4:49:30,0    |
| 9     | Edgar Bruun        | Norwegen         | 4:52:13,0    |
| 10    | Paavo Saira        | Finnland         | 5:06:58,0    |
| 11    | René Charrière     | Schweiz          | 5:06:28,0    |
| 12    | Marcel Petitville  | Frankreich       | 5:12:02,4    |
| 13    | Trayko Mastagarkov | Bulgarien        | 5:23:14,4    |
| 14    | Jules Gosse        | Belgien          | 5:23:19,4    |
| DNF   | Giuseppe Dordoni   | Italien          |              |
| DNF   | Roger Chaylat      | Frankreich       |              |
| DNF   | Albert Johnson     | Großbritannien   |              |
| DNF   | Louis Marquis      | Schweiz          |              |
| DNF   | Åke Söderlund      | Schweden         |              |
| DNF   | Pawel Kasankow     | Sowjetunion      |              |
| DNF   | Harald Persson     | Norwegen         |              |